# Francesca Brivio
Francesca Brivio Grill (Lima, 12 de diciembre de 1978) es una actriz, comunicadora y activista en políticas de drogas peruana. Desde el 2021 forma parte del Proyecto Soma —un proyecto latinoamericano que busca promover debates y acciones de la ciudadanía sobre el uso de drogas— como coordinadora interna y de acciones de reducción de daños.
Ha participado promoviendo la despenalización y uso medicinal del cannabis en Perú, Colombia, Chile, España y Brasil. Fue la encargada de comunicación e incidencia política de la Federación de Cannabis Medicinal (Fecame) de Perú, hasta su elección como presidenta ejecutiva en marzo de 2019 (renunció a la federación en noviembre del mismo año).

## Biografía
Francesca Brivio nació en Lima en 1978. Es hermana del conductor de televisión Mathías Brivio.
Luego de participar como actriz y conductora en series y programas de televisión en Perú, el 2009 empezó a tener problemas de salud hasta terminar ingresada una noche en un hospital por un choque anafiláctico. Siete meses después viajó a Estados Unidos en donde le hicieron una serie de análisis durante un mes en la Clínica Mayo en Rochester, Minnesota, y en donde fue diagnosticada con una enfermedad autoinmune rara llamada mastocitosis sistémica.
Francesca además ha sido diagnosticada de dos enfermedades más: Síndrome de Raynaud y Síndrome de Ehler Danlos.
A partir del diagnóstico, empezó a tomar hasta 27 pastillas diarias para controlar la enfermedad. Dejó de tomar las pastillas en junio de 2014 a partir un tratamiento con plantas enteógenas.

### Activismo por la cannabis
El 2014 empezó a fumar cannabis de uso medicinal como parte de su tratamiento hasta enero de 2016, retomando su tratamiento en el 2017 hasta la fecha. A partir de una recaída en su enfermedad el 2017, empezó a utilizar cannabis con fines medicinales logrando reducir los síntomas de su afección. Desde ese año es activista por el cannabis medicinal en Perú e internacionalmente.
En febrero de 2018 fundó Cannabis Gotas de Esperanza (ahora "Cannabis de Esperanza") en Lima, una organización sin fines de lucro con el objetivo de promover la investigación, la educación y las políticas relacionadas al uso de cannabis para el restablecimiento de la salud de las personas.
En abril de 2018 le escribió una carta abierta al presidente Martín Vizcarra solicitando la implementación de la ley del cannabis medicinal. La carta fue exhibida en mayo de 2019 durante el VII aniversario del Hash Marihuana & Hemp Museum de Barcelona.
En 2020, junto a Max Alzamora Pérez —un médico peruano especializado en el uso del cannabis medicinal—, funda el Centro CannaHope, dedicado a brindar servicios virtuales de consultorio relacionados al uso de la planta, dietas complementarias y atención psicológica para el restablecimiento de la salud de los pacientes.
En marzo de 2021, interpuso una demanda al Ministerio de Salud, la cual fue aceptada al Poder Judicial por no permitir el cultivo personal de cannabis de uso medicinal.
Francesca está abocada a su trabajo como activista en temas de políticas de drogas. Y a través de su activismo cannábico, busca incrementar las vías de acceso al cannabis de uso medicinal, en sus diversas formas, a través del autocultivo, el cultivo colectivo y la distribución en farmacias.

## Televisión

### Series y telenovelas
- Así es la vida (2004-2005)
- La gran sangre (2006)

### Programas
- Entre titulares (2006-2009), conductora
- Mujeres de Primera (2009), conductora
- Buenos Días Perú (2011), renunció luego de 3 días por problemas con la línea editorial del programa[30]
- Hora 9 (2011-2012), reportera
- Día D (2011-2012), reportera[31]

## Distinciones
- Premio Wapa 2019, del Grupo La República, por su lucha a favor de la legalización del cannabis medicinal.[32]